# Пала (мыс)
Пала, также Па́ли (Палит, алб. Kepi i Palit) — мыс на западном побережье Албании, к северо-западу от порта Дуррес. Закрывает с юга бухту Лальза Адриатического моря.
Мыс Пали упоминается в «Алексиаде» Анны Комнины в описании битвы при Диррахии (1081). Это название связывают с апостолом Павлом, который писал:
Благовествование Христово распространено мною от Иерусалима и окрестности до Иллирика.
В коммунистический период мыс получил название Бишти-и-Палес (Бишти-и-Паллес, алб. Bishti i Pallës) от pallë — «меч». Это название связали с национальным героем Скандербегом, который сражался против турецких завоевателей.
На мысе находится маяк. Также здесь находится военная база.
Сложен терригенными третичными отложениями и подвержен медленной абразии.